# Megopis terminalis
Megopis terminalis là một loài bọ cánh cứng trong họ Cerambycidae.